# Gedoornde zeespin
De gedoornde zeespin (Endeis spinosa) is een zeespinnensoort uit de familie Endeidae. De soort behoort tot het geslacht Endeis. Endeis spinosa werd in 1808 als Phalangium spinosum voor het eerst wetenschappelijk beschreven door Montagu.

## Beschrijving
De gedoornde zeespin is een zeespin van circa 15 millimeter groot en met vele kleine doorntjes die op de poten. 

## Verspreiding
De gedoornde zeespin is een zeespinnensoort die op veel plaatsen algemeen voorkomt op de Noordwest-Europese kust, van de Noorse kust tot in de Middellandse Zee. Hoewel in het verleden al een aantal dode exemplaren aangespoeld zijn gevonden op de Nederlandse stranden, werd in augustus 2014 deze zeespin voor het eerst door sportduikers levend op de bodem van de Oosterschelde aangetroffen.